# الإسلام في جزر فارو

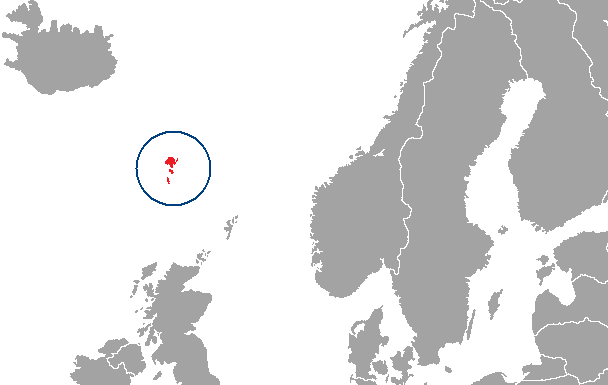
جزر فارو أرخبيل يقع في أقصى شمال أوروبا بين البحر النرويجي والمحيط الأطلسي الشمالي

جزر فارو تقع ضمن أراض التاج الدنماركي. بين جزيرتي آيسلندا والجزر البريطانية. مساحتها حوالي 1.399 كم2، ضمن أرخبيل يقع في أقصى شمال أوروبا بين البحر النرويجي والمحيط الأطلسي الشمالي، في منتصف المسافة بين النرويج وآيسلندا. تتبع الجزر التاج الدنماركي منذ عام 1948، إذ تدار أغلب أمورها ذاتيا عدا أمور الدفاع عن النفس، وبالتالي فهي تقع ضمن حماية الجيش الدنماركي، ولها قوه بحرية صغيرة وقوات شرطة محلية. وتتمتع بقسط من الحكم الذاتي. معظم السكان من الإسكندنافيين، وهناك أقلية ألمانية تعيش في الجنوب، وتزداد كثافة السكان في منطقة العاصمة تورسهافن، ويعيش أكثر من نصف سكانها في المدن، وسكان جزر فارو حوالي 50 ألف حسب التعداد السكاني لسنة 2015 م. وعدد المسلمين في جزر فارو يجاوز ألف نسمة بحسب المتاح من المعلومات، أغلبهم من المسلمين السنة.

## التاريخ
وصل الإسلام إلى الدنمارك حديثاً، فلقد بدأت هجرة العمال المسلمين إليها في سنة 1388هـ – 1968م، وكان المسلمون قبل هذا التاريخ يعدون بالمئات، وبزيادة الهجرة إليها زاد عددهم فوصل في سنة 1391هـ – 1971م ثلاثة عشر ألف مسلم، كان من بينهم 3 آلاف مسلم من أصل يوغسلافي وألباني، و5 آلاف مسلم من أصل باكستاني، وألف مسلم من أصل عربي، وألف مسلم من أصل تركي، و3 آلاف يحملون الجنسية الدنماركية، وفي سنة 1397هـ – 1977م.

## حياة المسلمين
يتجاوز عدد المسلمين في جزر فارو ألف نسمة بحسب المتاح من المعلومات، أغلبهم من المسلمين السنة.[بحاجة لمصدر]
أما في الدنمارك فحاول المسلمون تنظيم أنفسهم منذ سنة 1391هـ – 1971م، وحاول السيد محمد حسين الزين وهو مسلم دنماركي من أصل لبناني، حاول أن يكون جمعية إسلامية دنماركية وساعده في ذلك عدد من السفراء العرب، وأقام المسلمون بالدنمارك صلاة العيد في كوبنهاغن في سنة 1391هـ – 1971م، وحضرها 6 آلاف مسلم، فشعرت العاصمة الدنماركية بوجود الأقلية المسلمة.

## ترجمة القرآن
توجد عدة ترجمات للقرآن باللغة الدنماركية، وهناك ترجمة يشكك بها البعض قام بها القاديانيون، كما يحاول بعض المسلمين المتدينين كغيرهم من الأقليات الدينية بالدنمارك الحصول على إمكانية تعليم أبنائهم الدين الإسلامي في المدارس الحكومية.